# Placówka Straży Celnej „Kobyle Góry”

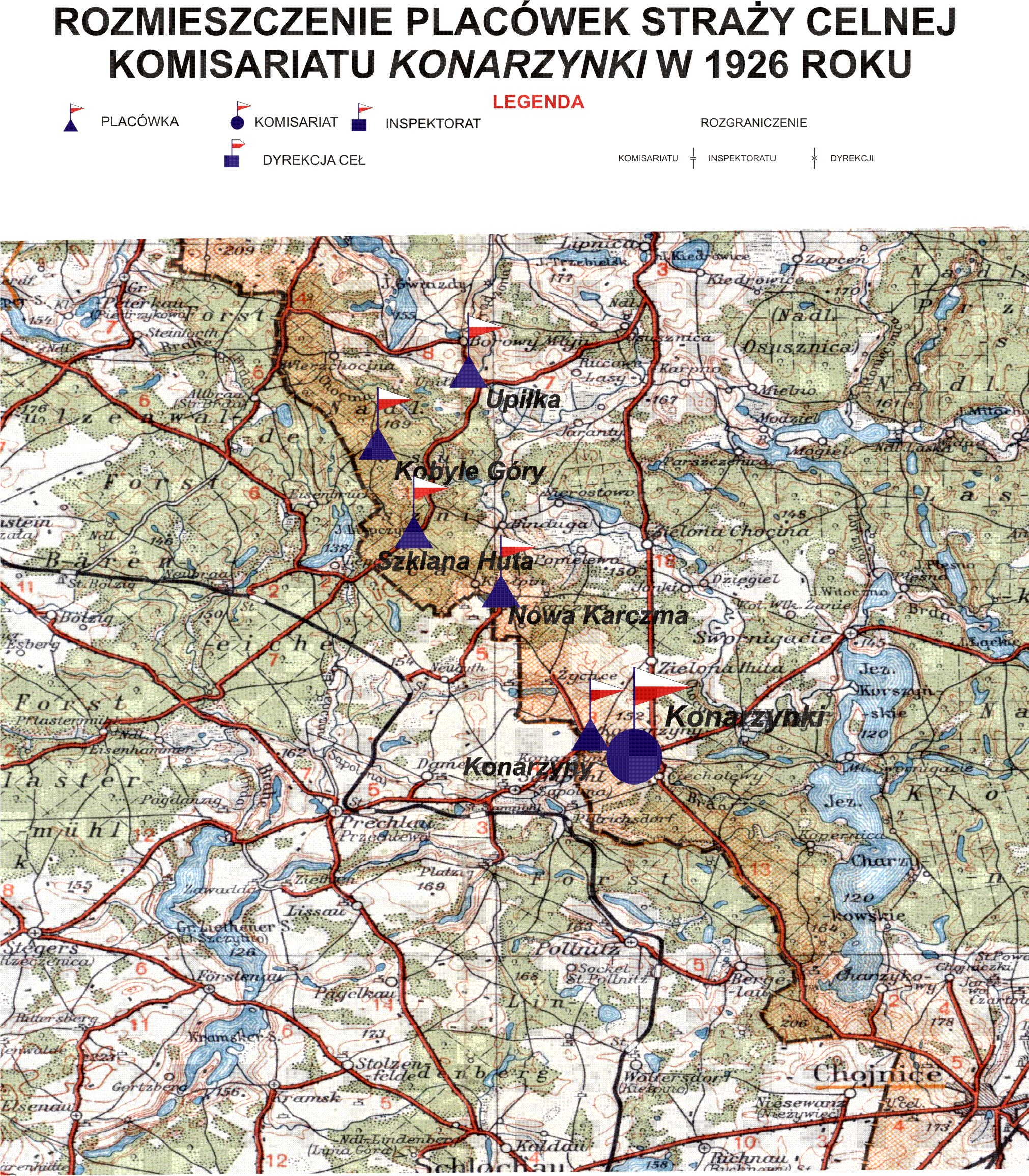
Rozmieszczenie placówek Straży Celnej Komisariatu Konarzynki

Placówka Straży Celnej „Kobyle Góry” – jednostka organizacyjna Straży Celnej pełniąca w okresie międzywojennym służbę ochronną na granicy polsko-niemieckiej.

## Formowanie i zmiany organizacyjne
Na wniosek Ministerstwa Skarbu, uchwałą z 10 marca 1920 roku, powołano do życia Straż Celną. Jednostki Straży Celnej rozpoczęły przejmowanie odcinków granicy od pododdziałów Batalionów Celnych. W 1921 roku w Brzeźnie stacjonował sztab 1 kompanii 20 batalionu celnego. Kompania wystawiała między innymi placówkę w Kobylej Górze. Proces tworzenia Straży Celnej trwał do końca 1922 roku. Placówka Straży Celnej „Kobyle Góry” weszła w podporządkowanie komisariatu Straży Celnej „Konarzynki” z Inspektoratu SC „Chojnice”.
W drugiej połowie 1927 roku przystąpiono do gruntownej reorganizacji Straży Celnej. W praktyce skutkowało to rozwiązaniem tej formacji granicznej. Ochronę północnej, zachodniej i południowej granicy państwa przejęła powołana z dniem 2 kwietnia 1928 roku Straż Graniczna. W strukturach nowo powstałej formacji nie odtworzono placówki „Kobyle Góry”.

## Funkcjonariusze placówki
Kierownicy placówki
| stopień    | imię i nazwisko, numer | okres pełnienia służby | kolejne stanowisko |
| ---------- | ---------------------- | ---------------------- | ------------------ |
| przodownik | Józef Rogala (1982)    | był w 1926             |                    |

Obsada personalna placówki w 1926:
- przodownik Józef Rogala (1982)
- starszy strażnik Franciszek Barczak (1686)
- strażnik Wojciech Glura (1743)
- strażnik Wincenty Kaczmarek (2959)
- strażnik Bolesław Kosiedowski (2957)
- strażnik Stanisław Kołodziejczak (509)
- strażnik Walenty Skibiński (3351)
- strażnik Marian Guss (134)
- strażnik Jan Bębnista (2884)